# Cryptus fortunatus
Cryptus fortunatus là một loài tò vò trong họ Ichneumonidae.